# Lithocharis nigriceps
Lithocharis nigriceps – gatunek chrząszcza z rodziny kusakowatych i podrodziny żarlinków.
Gatunek ten został opisany w 1859 roku przez Ernsta Gustava Kraatza.
Chrząszcz o ciele długości od 3,4 do 4 mm, bardzo delikatnie punktowanym, krótko i jedwabiście owłosionym. Głowa jest za oczami nierozszerzona, o skroniach nieco dłuższych od średnicy oka, ubarwiona czarno lub czarnobrunatno z żółtymi czułkami i aparatem gębowym. Przedplecze jest trochę dłuższe niż szerokie, żółtoczerwone, jaśniejsze niż u L. ochracea, o gładkiej linii środkowej dobrze widocznej. Odwłok samca ma piąty sternit o szczoteczkach włosków po bokach płytkiego wcięcia ustawionych w kierunku wewnętrznym, a szósty sternit z tylną krawędzią głęboko, klamrowato wyciętą i bez szczoteczek włosków.
Owad znany z Hiszpanii, Irlandii, Wielkiej Brytanii, Francji, Belgii, Holandii, Niemiec, Danii, Szwecji, Norwegii, Finlandii, Szwajcarii, Austrii, Włoch, Estonii, Łotwy, Polski, Czech, Słowacji, Węgier, Ukrainy, Rosji i krainy orientalnej, skąd pochodzi. W Europie występuje jako gatunek synantropijny w pryzmach kompostowych, gdzie wyższą temperaturę zapewniają procesy gnilne.